# 천산갑속

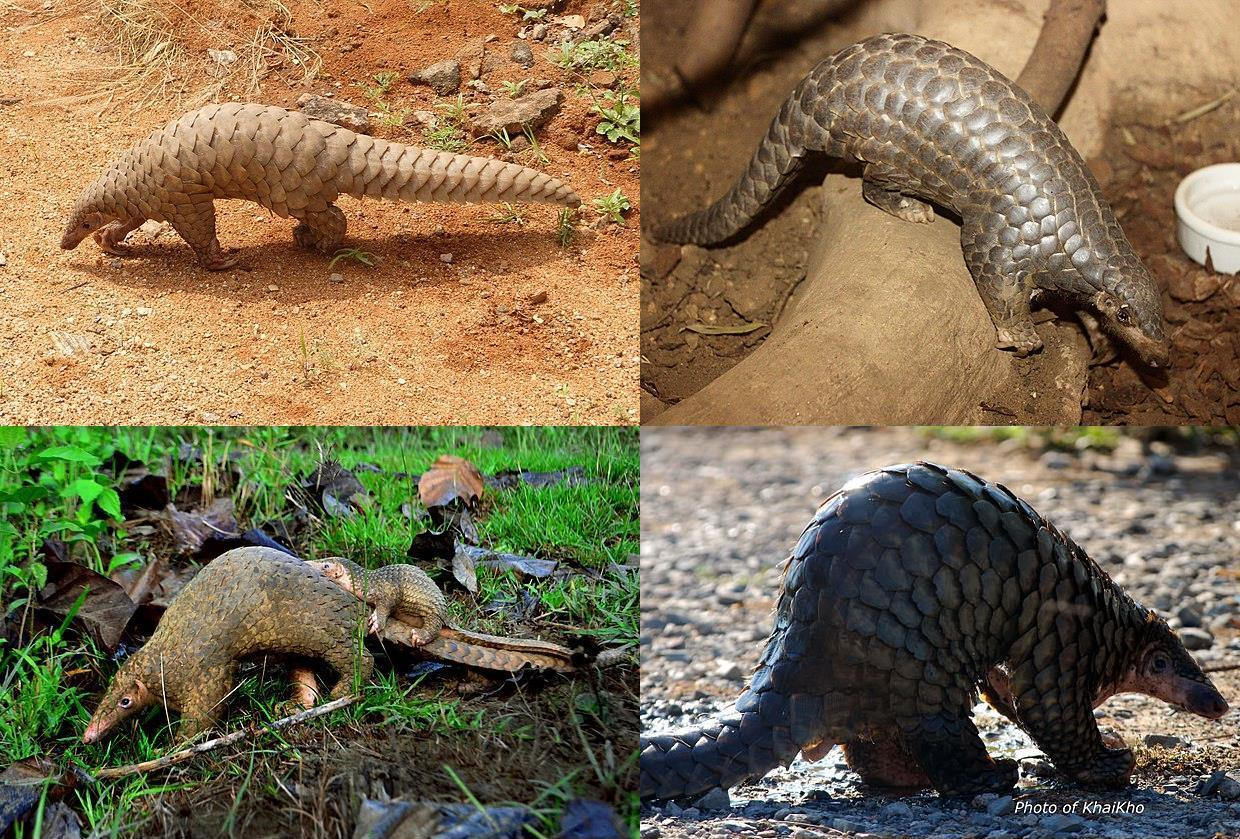

천산갑속(Manis)은 천산갑과에 속하는 남아시아와 동아시아의 천산갑의 속이다.
- 천산갑과
  - 천산갑속
    - 인도천산갑(Manis crassicaudata)
    - 귀천산갑(Manis pentadactyla)
    - 천산갑아속
      - 팔라완천산갑(Manis culionensis)
      - 말레이천산갑(Manis javanica)